# Зоунар, Мирослав
Миросла́в Зо́унар (чеш. Miroslav Zounar; 15 июня 1932, Осечнице, Чехословакия, ныне Чехия — 28 марта 1998, Прага, Чехия) — чешский актёр театра, кино и телевидения.

## Биография
Работал в театре в Градец-Кралове, а спустя время — в пражском театре Чиногерни клуб. С 1977 года в штате киностудии «Баррандов».

## Избранная фильмография
- 1957 — Дедушка-автомобиль / Dědeček automobil — гонщик Томан
- 1957 — Бомба / Bomba — сапёр
- 1957 — Нерешительный стрелок / Váhavý střelec — Груда, ефрейтор
- 1957 — Заблудившееся орудие / Zatoulané dělo — поручик Карел Горак
- 1960 — Партизанская тропа / Partyzánská stezka
- 1960 — Авария / Smyk — Франтишек-студент
- 1965 — Школа грешников / Škola hrísníku — Балсар
- 1967 — Дом потерянных душ / Dum ztracených duší — детектив Марес
- 1972 — Дни предательства / Dny zrady — второй лейтенант
- 1974 — Тридцать случаев майора Земана / 30 případů majora Zemana — Maсталир
- 1974 — Двадцать девятый / Dvacátý devátý — Клемент Готвальд
- 1976 — Ночь оранжевых огней / Noc oranžových ohňů
- 1976 — Пора любви и надежд / Cas láský a naděje — Бернашек
- 1976 — Палитра любви / Paleta lásky — герцог Август Сильва Тарукка
- 1977 — Народ-победитель / Vítězný lid — Kaрнет
- 1977 — Торопись, а то опоздаешь / Bez, at ti neuteče — Мирек Йиру
- 1978 — Освобождение Праги / Osvobození Prahy — военный
- 1978 — Тихий американец в Праге / Tichý American v Praze — Йиржи Гачек
- 1979 — Поэма о совести / Poéma o svedomí I—II — Клемент Готвальд
- 1979 — Суровая равнина / Drsná planina
- 1980 — Знак доблести / Signum laudis — фон Паллавски
- 1980 — Не называй меня майором / Neříkej mi majore! — Когоут
- 1980 — / Blázni, vodníci a podvodníci — Глава
- 1981 — Час жизни / Hodina života — Бенда
- 1981 — Зрелое вино / Zralé víno — Петерка
- 1981 — 1982 — Tri spory — Йозеф Шмага
- 1981 — / Víkend bez rodičů — Ваврушка
- 1981 — Опера на виноградниках / Opera ve vinici — юрист
- 1981 — Цепь / Řetěz — Каван
- 1982 — Смерть талантливого сапожника /
- 1982 — Зелёная волна / Zelená vlna — лейтенант
- 1982 — Сны о Замбези / Sny o Zambezi — Prokurátor
- 1983 — Последний поезд / Poslední vlak
- 1984 — Солнце, сено, ягоды / Slunce, seno, jahody — председатель
- 1984 — Атомный храм / Atomová katedrála — Siesja
- 1985 — / Zátah — майор Янда
- 1986 — / Já nejsem já — Reditel odevního závodu
- 1989 — Солнце, сено и пара оплеух / Slunce, seno a pár facek — председатель Радль
- 1991 — Солнце, сено, эротика / Slunce, seno, erotika — Радль
- 1994 — Рэкетир / Vekslák aneb Staré zlaté casy
- 1994 — Принцесса с мельницы / Princezna ze mlejna — лидер группы
- 1997 — 2007 — Жандармские истории / Četnické humoresky (сериал)

## Награды
- ? — Заслуженный артист ЧССР